# شارون بیوکانان
شارون بیوکانان (انگلیسی: Sharon Buchanan؛ زادهٔ ۱۲ مارس ۱۹۶۳) بازیکن هاکی روی چمن اهل استرالیا بود.
وی در مسابقات کشوری و بین‌المللی در مجموع برندهٔ ۳ مدال طلا، ۳ مدال نقره شده‌است.
بیوکانان متولد بوسلتون، استرالیای غربی، در سال 1994 به تالار مشاهیر ورزش استرالیا راه یافت. 
از سال 2008، بیوکانان با فیلیپ رید ساکن کنز ازدواج کرد. 